# Festinul Babettei
Festinul Babettei (în daneză Babettes gæstebud) este un film danez din anul 1987, regizat de Gabriel Axel bazat pe o poveste omonimǎ de  Isaac Dinessen. În rolul principal, Stéphane Audran. Filmul a fost distins cu Premiul Oscar pentru cel mai bun film străin.

## Distribuție
- Stéphane Audran – Babette Hersant
- Bodil Kjer – Filippa
- Birgitte Federspiel – Martina
- Jarl Kulle – generalul Lorens Löwenhielm
- Jean-Philippe Lafont – Achille Papin
- Gudmar Wivesson – Lorens Löwenhielm (tânără)
- Ghita Nørby – naratoarea
- Erik Petersén – Erik, tânărul care servește la festin
- Ebbe Rode – Christopher
- Gert Bastian – omul sărac
- Viggo Bentzon – un pescar pe ambarcațiune
- Hanne Stensgaard – Filippa (tânără)
- Vibeke Hastrup – Martina (tânără)
- Therese Hojgaard Christensen – Martha
- Pouel Kern – pastorul
- Cay Kristiansen – Poul
- Lars Lohmann – un pescar
- Tina Miehe-Renard – femeia din Löhenhielm
- Bibi Andersson – o damă de la curtea suedeză
- Asta Esper Andersen – Anna
- Thomas Antoni – locotenentul suedez
- Lisbeth Movin – văduva
- Finn Nielsen – Kobmand
- Holger Perfort – Karlsen
- Else Petersen – Solveig
- Bendt Rothe –  Nielsen
- Preben Lerdorff Rye – căpitanul
- Axel Strøbye – vizitiul
- Ebba With – mătușa Löwenhielmei

## Premii și nominalizări
Filmul a fost distins în anul 1988 cu Premiul Oscar pentru cel mai bun film străin.
Papa Francisc a afirmat într-un volum de interviuri publicat în anul 2020 „admirația sa necondiționată” pentru acest film.